# Abdul Baset Al-Sarout
Abdul Baset Al-Sarout oder Abdelbasset Saroot (arabisch عبد الباسط الساروت, DMG ʿAbd al-Bāsiṭ as-Sārūt; geboren am 1. Januar 1992 in Homs, Syrien; gestorben am 8. Juni 2019 in der Türkei) war ein syrischer Fußballspieler und Anführer der syrischen Widerstandskämpfer in Homs. Er spielte für die syrische U-17- und U-20-Nationalmannschaft. Al-Sarout war der erste bekannte Fußballspieler, der sich während des syrischen Bürgerkriegs den Rebellen der Freien Syrische Armee gegen Präsident Baschar al-Assad anschloss.
Als Al-Sarout 2011 einige große Demonstrationen anführte, wurde er zu einem der Anführer der syrischen Widerstandskämpfer in Homs. Danach galt er als prominenter Unterstützer des Widerstands in Syrien. Der arabischsprachige Nachrichtensender Al Jazeera beschrieb ihn als „sehr bekanntes Gesicht des syrischen Aufstands“. Das von ihm gesungene Lied Janna Janna (übersetzt „Paradies, Paradies“) gilt als eine der musikalischen Hymnen des syrischen Widerstands. Es basiert auf einem alten irakischen Lied, dessen Text Al-Sarout zu einer Liebeserklärung an die Städte Syriens umschrieb. 
Seine vier Brüder wurden vom syrischen Geheimdienst getötet, sein Onkel Mohe Edden Al-Sarout starb im November 2011 in Homs. Al-Sarout selbst wurde mehrere Male in al-Bayadah, einem Bezirk in Homs, verwundet und überlebte mindestens drei Mordanschläge.
In der syrisch-deutschen Dokumentation Homs – Ein zerstörter Traum von Talal Derki wurde 2013 Al-Sarouts Werdegang vom Torwart einer Fußball-Jugendmannschaft zum Kommandanten einer kleinen Gruppe von Kämpfern auf der Seite der Freien Syrischen Armee verfilmt.
Trotz seiner anfänglichen Versuche, mit Syrern anderen Glaubens gemeinsam aufzutreten, wurden im Laufe des Bürgerkriegs Aufnahmen publik, in denen Al-Sarout dschihadistisches Gedankengut offenbarte. In aufgenommenen Protestgesängen wurden Alawiten mit der „Schlachtung“ bedroht, es fanden sich außerdem Botschaften gegen Schiiten und Christen.
Am 8. Juni 2019 meldeten zahlreiche oppositionelle Aktivisten seinen Tod. In einem Krankenhaus in der Türkei erlag er den Verletzungen, die er sich als Kommandeur der Dschaisch al-'Izza – einer mit der al-Qaida-nahen Haiʾat Tahrir asch-Scham verbündeten Rebellengruppe – bei einer Offensive im ländlichen Gebiet von Hama bei Kafr Nabudah und Suqaylabiya gegen die syrische Armee sowie die russische Armee zugezogen hatte. Andere Quellen berichten, dass Al-Sarout 12 Kilometer südöstlich von Suqaylabiya im Dorf Tal Maleh tödlich verwundet wurde.